# ココ・ブラウン
ココ・ブラウン（CoCo Brown、1978年9月16日 – ）は、アメリカ合衆国のラッパー、DJ、元ポルノ女優。

## 生い立ち
中学生のときに家族と共にラスベガスに転居。15歳の時に家出し、二度と戻らなかった。

## 来歴

### 性産業
ラスベガスの「Déjà Vu」でストリッパーとして約7か月間踊っていた時、ポルノ製作者のニッキー・スタークスに見出された。1998年にポルノ映画デビュー、初出演作は『Bomb Ass Pussy 2』であった。当初は「ハニー・ラブ」と言う芸名を使用していた。2001年、DBMスタジオと独占契約を結び、約19本の映画に出演した。彼女はスタジオの2作目の映画からココ・ブラウンという芸名を使用するようになった。2003年、ポルノ映画から引退した。一時期ミストレスとしても働いていたことがある。

### 音楽
ブラウンはポルノ引退後、音楽のキャリアを開始した。2004年から2009年にかけて「ミズ・ノー・トンシルズ」(Ms No Tonsils) という芸名でラッパーとして活動した。2015年時点ではDJとして働いていた。

## 宇宙飛行
ブラウンは2016年に約1時間の宇宙旅行に申し込んでいた。フライトはオランダに本拠を置く宇宙旅行会社スペース・エクスペディション社（Space Expedition Corporation、SXC）が手配していた。2012年にキャンセルした別の人物の代わりに、知人のコンシェルジュから「スペース・ランチョン」の招待を受けてチャンスを掴んだ。同年XCORエアロスペースの援助を受けて飛行訓練を開始した。旅行の準備として、彼女はパイロットの免許を取得しなければならなかった。彼女はフライトの副操縦士になるはずであった。旅行が計画通りに行われていたら、彼女は宇宙を旅した最初のポルノ女優となっていた。XCORは1人も旅行者として宇宙に飛ばすことなく、2017年に運用を停止した。ブラウンとほぼ同時期の2015年にポルノ女優のエヴァ・ロヴィアが宇宙でポルノ映画を撮るというプロジェクトを発表しているが、予定通りにクラウドファンディングに募金が集まらず頓挫している。

## 私生活
ブラウンは1999年にドイツに移住した。2001年から2010年までドイツの億万長者アンドレアス・ゴーガーと結婚していた。彼らには息子が1人いた。

## 受賞とノミネーション
| 年   | 結果       | 部門                       | 脚注   |
| ---- | ---------- | -------------------------- | ------ |
| 2002 | 受賞       | Best New Actress (Germany) | [ 16 ] |
| 2003 | ノミネート | Best Actress (Germany)     | [ 17 ] |